# 薩伊德·賈拉
薩伊德·賈拉（Sayid Jarrah，阿拉伯語：سعيد جراح），是美國廣播公司懸疑類電視連續劇《迷失》的角色之一，由納文·安德魯斯（Naveen Andrews）飾演。